# Chiasmocleis haddadi
Chiasmocleis haddadi es una especie de anfibio anuro de la familia Microhylidae.

## Distribución geográfica
Esta especie habita:
- en Guayana Francesa;
- en el sur de Surinam;
- en Brasil en el estado de Amapá.[2]

## Descripción
Las 12 muestras masculinas observadas en la descripción original miden de 13.7 mm a 18.2 mm.

## Etimología
Esta especie lleva el nombre en honor a Célio Fernando Baptista Haddad.

## Publicación original
- Peloso, Sturaro, Forlani, Gaucher, Motta & Wheeler, 2014 : Phylogeny, taxonomic revision, and character evolution of the genera Chiasmocleis and Syncope (Anura, Microhylidae) in Amazonia, with descriptions of three new species. Bulletin of the American Museum of Natural History, n.º 136, p. 1–96[3]